# Beryl Bartlett
Beryl Bartlett (28 maggio 1924 – 17 novembre 2017) è stata una tennista sudafricana.

## Biografia
Durante la sua carriera giunse in finale nel doppio al Roland Garros nel 1951 perdendo contro la coppia composta da Doris Hart e Shirley Fryin due set (10-8, 6-3), la sua compagna nell'occasione era Barbara Scofield.